# Tuyên Hóa
Tuyên Hóa is een district in de Vietnamese provincie Quảng Bình in Centraal-Vietnam.
Het district heeft een oppervlakte van 1149,4 km² en telt 76.000 inwoners (1998).
- Steden in het district: Đồng Lê.

- Gemeentes in het district (19): Lâm Hóa, Hương Hóa, Thanh Hóa, Thanh Thạch, Kim Hóa, Sơn Hóa, Lê Hóa, Thuận Hóa, Đồng Hóa, Thạch Hóa, Nam Hóa, Đức Hóa, Phong Hóa, Mai Hóa, Ngư Hóa, Tiến Hóa, Châu Hóa, Cao Quảng, Văn Hóa.